# ABC FC

ABC 푸츠보우 클루비(포르투갈어: ABC Futebol Clube)는 브라질 히우그란지두노르치주의 나타우를 연고로 하는 축구 클럽이다. 1915년 6월 29일에 창단한 히우그란지두노르치에서 가장 오래된 축구 클럽이다.

## 선수 명단

### 현역
참고: FIFA 자격 규정에 따라 소속된 국가대표팀 국기를 표시합니다. 선수는 복수의 FIFA 비회원국 국적을 가지고 있을 수 있습니다.
| 번호 | 포지션 | 국적 | 이름 |
| ---- | ------ | ---- | ---- |

| 번호 | 포지션 | 국적     | 이름                |
| ---- | ------ | -------- | ------------------- |
| -    | MF     | 우루과이 | 아구스틴 로드리게스 |

## 역대 감독
| 감독                               | 임기        |
| ---------------------------------- | ----------- |
| 마르쿠 안토니우 지 프레이타스 필류 | 2007 ~ 2008 |
| 와우데마르 레무스 지 올리베이라    | 2013        |